# Stizolestes pamponeroides
Stizolestes pamponeroides is een vliegensoort uit de familie van de roofvliegen (Asilidae). De wetenschappelijke naam van de soort is voor het eerst geldig gepubliceerd in 1932 door Edwards in Bromley.